# Kanton Tannay
Der Kanton Tannay war bis 2015 ein französischer Kanton im Arrondissement Clamecy im Département Nièvre und in der Region Burgund; sein Hauptort war Tannay, Vertreter im Generalrat des Départements war zuletzt von 1992 bis 2015 Philippe Nolot. 

## Geografie
Der Kanton war 197,79 km² groß und hatte 2.806 Einwohner (Stand 1999). Er lag im Mittel auf 257 Meter über dem Meeresspiegel, zwischen 157 m in Asnois und 391 m in Talon. 

## Gemeinden
Der Kanton bestand aus 20 Gemeinden:
| Gemeinde                | Einwohner Jahr | Fläche km² | Bevölkerungsdichte | Code INSEE | Postleitzahl |
| ----------------------- | -------------- | ---------- | ------------------ | ---------- | ------------ |
| Amazy                   | 234 (2013)     | –          | – Einw./km²        | 58005      | 58190        |
| Asnois                  | 159 (2013)     | –          | – Einw./km²        | 58016      | 58190        |
| Dirol                   | 120 (2013)     | –          | – Einw./km²        | 58098      | 58190        |
| Flez-Cuzy               | 125 (2013)     | –          | – Einw./km²        | 58116      | 58190        |
| Lys                     | 102 (2013)     | –          | – Einw./km²        | 58150      | 58190        |
| La Maison-Dieu          | 131 (2013)     | –          | – Einw./km²        | 58154      | 58190        |
| Metz-le-Comte           | 165 (2013)     | –          | – Einw./km²        | 58165      | 58190        |
| Moissy-Moulinot         | 23 (2013)      | –          | – Einw./km²        | 58169      | 58190        |
| Monceaux-le-Comte       | 129 (2013)     | –          | – Einw./km²        | 58170      | 58190        |
| Neuffontaines           | 110 (2013)     | –          | – Einw./km²        | 58190      | 58190        |
| Nuars                   | 151 (2013)     | –          | – Einw./km²        | 58197      | 58190        |
| Ruages                  | 112 (2013)     | –          | – Einw./km²        | 58224      | 58190        |
| Saint-Aubin-des-Chaumes | 87 (2013)      | –          | – Einw./km²        | 58230      | 58190        |
| Saint-Didier            | 31 (2013)      | –          | – Einw./km²        | 58237      | 58190        |
| Saint-Germain-des-Bois  | 110 (2013)     | –          | – Einw./km²        | 58242      | 58210        |
| Saizy                   | 198 (2013)     | –          | – Einw./km²        | 58271      | 58190        |
| Talon                   | 45 (2013)      | –          | – Einw./km²        | 58284      | 58190        |
| Tannay                  | 596 (2013)     | –          | – Einw./km²        | 58286      | 58190        |
| Teigny                  | 105 (2013)     | –          | – Einw./km²        | 58288      | 58190        |
| Vignol                  | 70 (2013)      | –          | – Einw./km²        | 58308      | 58190        |

## Bevölkerungsentwicklung
| 1962  | 1968  | 1975  | 1982  | 1990  | 1999  | 2006  |
| ----- | ----- | ----- | ----- | ----- | ----- | ----- |
| 3.304 | 3.600 | 3.350 | 3.038 | 2.923 | 2.806 | 2.937 |